# Schweizerischer Polizeihundeführer-Verband
Der Schweizerische Polizeihundeführer-Verband (SPV) (französisch Fédération Suisse des conducteurs de chiens de police, italienisch Federazione Svizzera dei conducenti di cani di polizia) ist die Dachorganisation des schweizerischen Polizei-Diensthundewesens.

## Geschichte
Der Verband wurde im Jahr 1912 gegründet. Es handelt sich um einen privatrechtlich organisierten Verband, der aus einzelnen, autonomen Sektionen besteht. Er umfasst alle Polizeikorps der Schweiz und des Fürstentums Liechtenstein. Rund 600 Polizeihundeführerinnen und -führer sind im SPV organisiert.
Präsidiert wurde der SPV meist durch kantonale oder städtische Polizeikommandanten, wobei der berühmteste wohl Kommandant Paul Grüninger aus St. Gallen gewesen sein dürfte. Grüninger, ein Mann höchster moralisch-ethischer Verpflichtungen, wurde seiner Funktion enthoben, als auskam, dass er mehreren Tausend jüdischer Flüchtlinge die (damals illegale) Einreise in die Schweiz ermöglicht hatte.
Präsidenten ab 2000:
- 2000 bis 2003: Pius Valier, Kommandant der Stadtpolizei St. Gallen
- 2004 bis 2005: Benno Russi, Kommandant der Kantonspolizei Obwalden
- 2006 bis 2015: Fritz Lehmann, Kommandant der Stadtpolizei Winterthur (heute Ehrenpräsident)
- 2016 bis heute: Bruno Sicheneder, Polizeioffizier der Kantonspolizei St. Gallen

## Aufgaben
Der Verband führt Aus- und Weiterbildungskurse für Prüfungsexperten, Technische Leiter, Übungsleiter, Schutzdiensthelfer und Führer von Spezialhunden der Sektionen durch. Zudem erlässt der SPV Prüfungsordnungen und Weisungen an die Experten für die Polizeihundeprüfungen. Bis 2011 organisiert der SPV sechs Kompetenzzentren für Menschensuchhunde (Mantrailers), Leichen- und Blutspürhunde, Sprengstoffspürhunde, Brandmittelspürhunde, Drogenspürhunde und weitere Spezialhunde wie Lawinenhunde oder Geldspürhunde. Rund zwei Drittel der Schweizer Polizeihundeführer besitzen klassische Schutzhunde.